# Theillay
Theillay est une commune française située dans le département de Loir-et-Cher, en région Centre-Val de Loire.
Localisée au sud-est du département, la commune fait partie de la petite région agricole « la Grande Sologne », vaste étendue de bois et de prés aux récoltes médiocres. Elle est drainée par la Rère, les Lacs Plats, le Rouaire, les Forges, les Gaz, le Saint Joseph et par divers petits cours d'eau. Avec une superficie de 9 638 ha en 2017, la commune fait partie des 3 communes les plus étendues du département.
L'occupation des sols est marquée par l'importance des espaces agricoles et naturels qui occupent la quasi-totalité du territoire communal. Plusieurs espaces naturels d'intérêt sont présents dans la commune : un site natura 2000 et sept zones naturelles d'intérêt écologique, faunistique et floristique (ZNIEFF). En 2010, l'orientation technico-économique de l'agriculture dans la commune est la culture des céréales et des oléoprotéagineux. À l'instar du département qui a vu disparaître le quart de ses exploitations en dix ans, le nombre d'exploitations agricoles a fortement diminué, passant de 20 en 1988, à 9 en 2000, puis à 8 en 2010.

## Géographie

### Localisation et communes limitrophes
La commune de Theillay se trouve au sud-est du département de Loir-et-Cher, dans la petite région agricole de la Grande Sologne,. À vol d'oiseau, elle se situe à 61,6 km  de Blois, préfecture du département, à 22,6 km de Romorantin-Lanthenay, sous-préfecture, et à 36,6 km de Selles-sur-Cher, chef-lieu du canton de Selles-sur-Cher dont dépend la commune depuis 2015. La commune fait en outre partie du bassin de vie de Vierzon.
Les communes les plus proches sont : Orçay (6,1 km), Méry-sur-Cher (8,7 km, Cher), Vierzon (10,1 km, Cher), La Ferté-Imbault (10,2 km), Thénioux (10,6 km, Cher), Châtres-sur-Cher (11,2 km), Saint-Hilaire-de-Court (12 km, Cher), Selles-Saint-Denis (12 km)  et Saint-Georges-sur-la-Prée (12,4 km, Cher).

### Paysages et relief
Dans le cadre de la Convention européenne du paysage, adoptée le 20 octobre 2000 et entrée en vigueur en France le 1er juillet 2006, un atlas des paysages de Loir-et-Cher a été élaboré en 2010 par le CAUE de Loir-et-Cher, en collaboration avec la DIREN Centre (devenue DREAL en 2011), partenaire financier. Les paysages du département s'organisent ainsi en huit grands ensembles et 25 unités de paysage,. La commune fait partie de l'unité de paysage de « la Grande Sologne », dans la Sologne.
À l'échelle régionale, le très important taux de boisement de la Sologne en fait une sorte de gigantesque île de verdure au cœur d'un océan de cultures, entre Beauce et Champagne Berrichonne. La Grande Sologne, localisée au sud-est, entre les vallées de la Loire et du Cher, occupe à elle seule un tiers environ du Loir-et-Cher. Elle déborde ses limites en s'étendant sur le Loiret et le Cher, rejoignant la Forêt d'Orléans au nord-est et couvrant la plus grande partie du coude de la Loire jusqu'aux portes de Bourges, au sud.
L'altitude du territoire communal varie de 96 mètres à 168 mètres,.

### Hydrographie

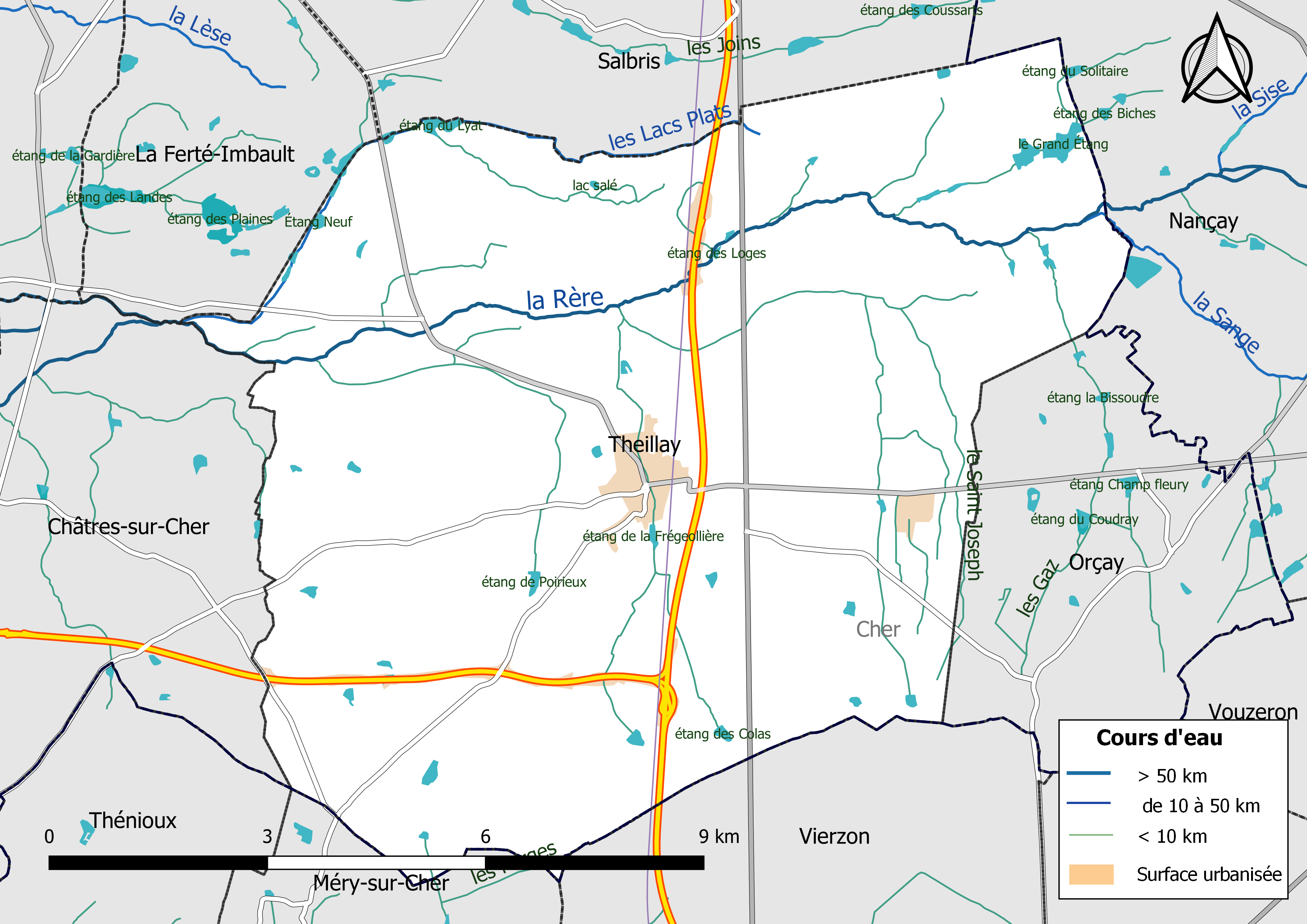
Réseau hydrographique de Theillay.

La commune est drainée par la Rère (14,367 km), les Lacs Plats (8,238 km), le Rouaire, les Forges, les Gaz, le Saint Joseph et par divers petits cours d'eau, constituant un réseau hydrographique de 80,32 km de longueur totale.
La Rère traverse la commune d'est en ouest. D'une longueur totale de 53,5 km, elle prend sa source dans la commune de Presly (Cher) et se jette dans la Sauldre à Villeherviers (Loir-et-Cher), après avoir traversé 9 communes.
Les Lacs Plats longent le territoire communal sur son flanc nord et coule d'est en ouest. D'une longueur totale de 10 km, il prend sa source dans la commune de Theillay et se jette dans la Rère à La Ferté-Imbault (Loir-et-Cher), après avoir traversé 3 communes.
Sur le plan piscicole, ces cours d'eau sont classés en deuxième catégorie, où le peuplement piscicole dominant est constitué de poissons blancs (cyprinidés) et de carnassiers (brochet, sandre et perche).

### Climat
Pour des articles plus généraux, voir Climat du Centre-Val de Loire et Climat de Loir-et-Cher.
En 2010, le climat de la commune est de type climat océanique dégradé des plaines du Centre et du Nord, selon une étude du CNRS s'appuyant sur une série de données couvrant la période 1971-2000. En 2020, Météo-France publie une typologie des climats de la France métropolitaine dans laquelle la commune est exposée à un climat océanique altéré et est dans la région climatique Centre et contreforts nord du Massif Central, caractérisée par un air sec en été et un bon ensoleillement.
Pour la période 1971-2000, la température annuelle moyenne est de 11,2 °C, avec une amplitude thermique annuelle de 15,2 °C. Le cumul annuel moyen de précipitations est de 731 mm, avec 10,9 jours de précipitations en janvier et 7 jours en juillet. Pour la période 1991-2020, la température moyenne annuelle observée sur la station météorologique installée dans la commune est de 12,0 °C et le cumul annuel moyen de précipitations est de 810,9 mm,. Pour l'avenir, les paramètres climatiques de la commune estimés pour 2050 selon différents scénarios d'émission de gaz à effet de serre sont consultables sur un site dédié publié par Météo-France en novembre 2022.
| Mois                                  | jan.            | fév.             | mars            | avril         | mai             | juin           | jui.           | août          | sep.          | oct.            | nov.             | déc.            | année     |
| ------------------------------------- | --------------- | ---------------- | --------------- | ------------- | --------------- | -------------- | -------------- | ------------- | ------------- | --------------- | ---------------- | --------------- | --------- |
| Température minimale moyenne (°C)     | 1,4             | 0,9              | 2,8             | 4,8           | 8,6             | 11,9           | 13,5           | 13,1          | 9,7           | 7,7             | 4,2              | 1,9             | 6,7       |
| Température moyenne (°C)              | 4,7             | 5,1              | 8,3             | 11            | 14,8            | 18,3           | 20,2           | 20            | 16,1          | 12,5            | 7,9              | 5,1             | 12        |
| Température maximale moyenne (°C)     | 7,9             | 9,4              | 13,8            | 17,2          | 21              | 24,7           | 27             | 26,9          | 22,6          | 17,4            | 11,6             | 8,3             | 17,3      |
| Record de froid (°C) date du record   | −22 17.01.1985  | −15,5 22.02.1986 | −12,5 01.03.05  | −5,5 09.04.03 | −2,2 07.05.1979 | 0,5 05.06.1991 | 3,6 02.07.1979 | 2 31.08.1986  | −1,5 25.09.02 | −7 30.10.1997   | −12,5 23.11.1993 | −15 31.12.1985  | −22 1985  |
| Record de chaleur (°C) date du record | 17,5 05.01.1999 | 24 27.02.19      | 26,5 29.03.1989 | 30,5 20.04.18 | 33,8 28.05.17   | 39,5 29.06.19  | 42,7 25.07.19  | 41,2 12.08.03 | 36,5 14.09.20 | 31,2 01.10.1985 | 23,2 07.11.15    | 19,5 16.12.1989 | 42,7 2019 |
| Précipitations (mm)                   | 70,6            | 58,3             | 59              | 67,5          | 74,4            | 54,2           | 64,6           | 61,5          | 62            | 79              | 76,3             | 83,5            | 810,9     |

### Milieux naturels et biodiversité

#### Sites Natura 2000
Le réseau Natura 2000 est un réseau écologique européen de sites naturels d'intérêt écologique élaboré à partir des Directives « Habitats » et « Oiseaux ». Ce réseau est constitué de Zones spéciales de conservation (ZSC) et de Zones de protection spéciale (ZPS). Dans les zones de ce réseau, les États membres s'engagent à maintenir dans un état de conservation favorable les types d'habitats et d'espèces concernés, par le biais de mesures réglementaires, administratives ou contractuelles. L'objectif est de promouvoir une gestion adaptée des habitats tout en tenant compte des exigences économiques, sociales et culturelles, ainsi que des particularités régionales et locales de chaque État membre. Les activités humaines ne sont pas interdites, dès lors que celles-ci ne remettent pas en cause significativement l'état de conservation favorable des habitats et des espèces concernés. Une partie du territoire communal est incluse dans le site Natura 2000 :
la « Sologne », d'une superficie de 346 184 ha.

#### Zones naturelles d'intérêt écologique, faunistique et floristique
L'inventaire des zones naturelles d'intérêt écologique, faunistique et floristique (ZNIEFF) a pour objectif de réaliser une couverture des zones les plus intéressantes sur le plan écologique, essentiellement dans la perspective d'améliorer la connaissance du patrimoine naturel national et de fournir aux différents décideurs un outil d'aide à la prise en compte de l'environnement dans l'aménagement du territoire. Le territoire communal de Theillay comprend sept ZNIEFF :
- l'« Étang de la Frégeolière » (2,75 ha)[27] ;
- l'« Étang de Poirieux » (4,65 ha)[28] ;
- les « Forêts domaniales de Vierzon-Vouzeron » (8 221,81 ha)[29] ;
- la « Haute-Vallée de la Rère et affluents » (575,44 ha)[30] ;
- le « Marais du Moulin de Sangette » (1,45 ha)[31] ;
- les « Prairies humides de la Taille du Jardin » (3,71 ha)[32] ;
- les « Prairies humides oligotrophes des Anneaux » (3 ha)[33].

Cartes des Znieff et site Natura 2000.
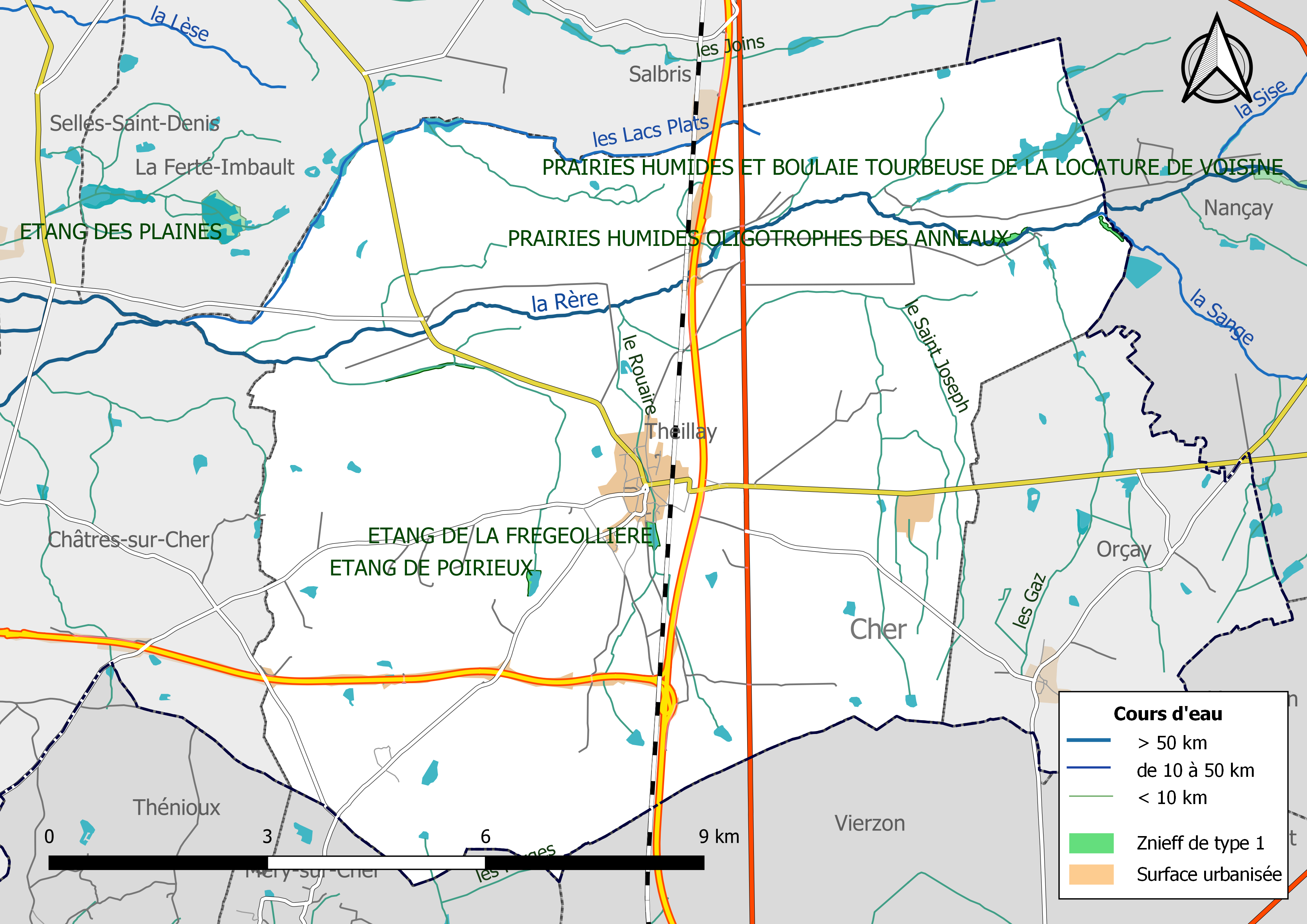
Carte des ZNIEFF de type 1 localisées dans la commune[Note 2].
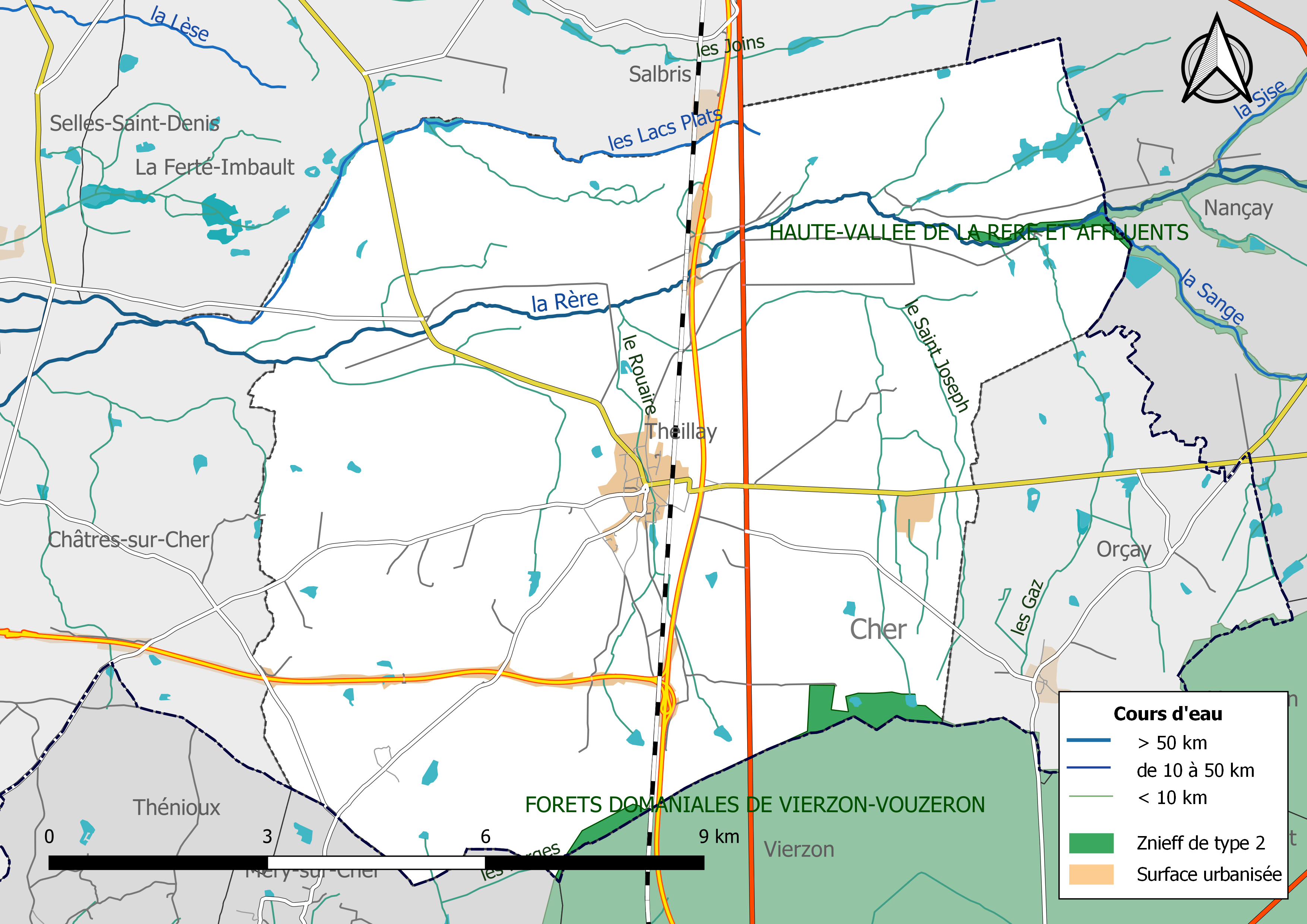
Carte des ZNIEFF de type 2 localisées dans la commune[Note 3].
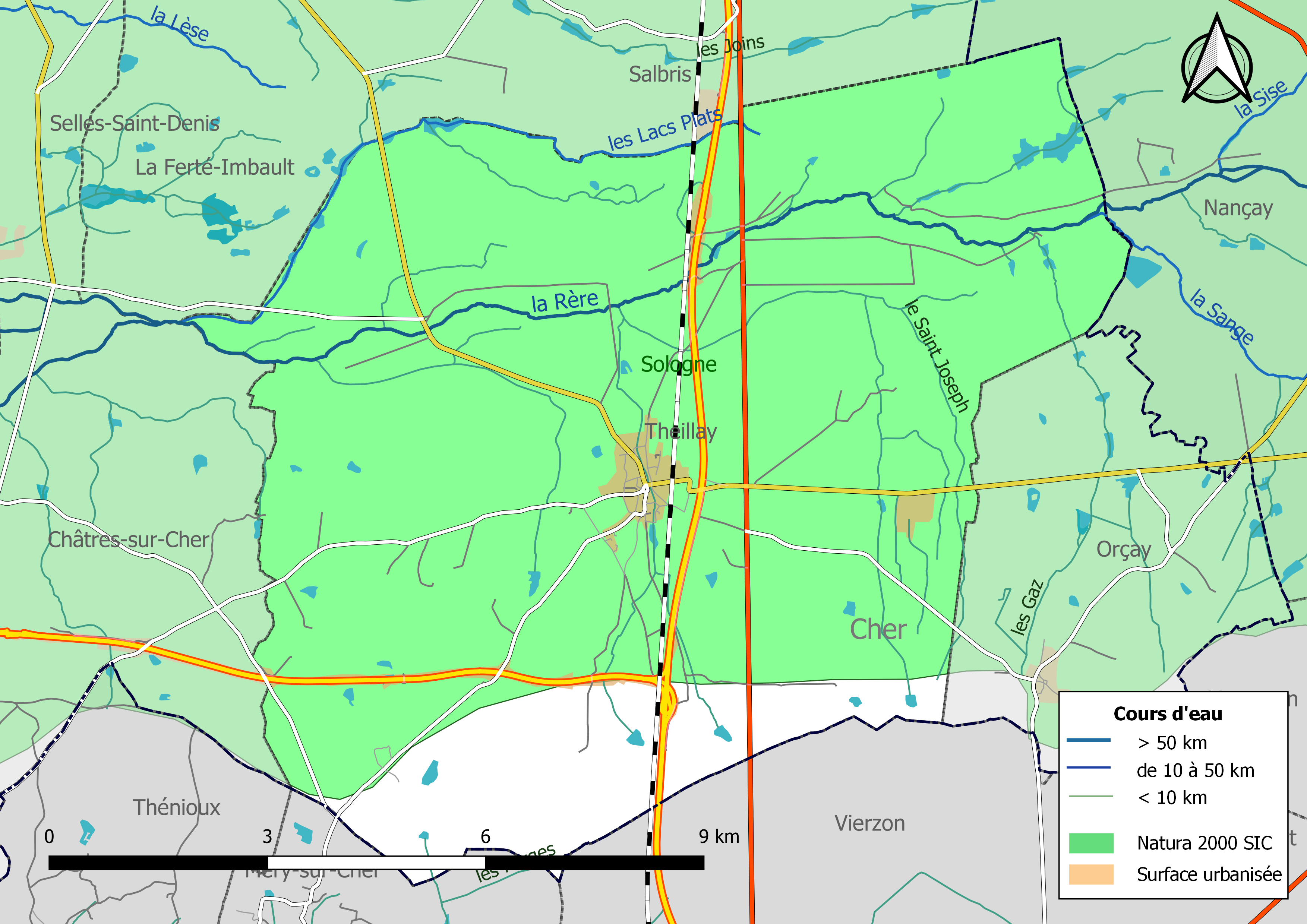
Le site Natura 2000 « la Sologne » couvre une grande partie de la commune.

### Voies de communication et transports

#### Voies routières
Theillay se trouve à 1,5 km de l'ancienne route nationale 20 et se situe entre les deux sorties de l'autoroute A71 Salbris (en venant d'Orléans Paris) et Vierzon.

#### Transports en commun
La commune possède sa propre gare ferroviaire fermée de nos jours mais les TER Vierzon - Orléans s'y arrêtent toujours.

## Urbanisme

### Typologie
Au 1er janvier 2024, Theillay est catégorisée bourg rural, selon la nouvelle grille communale de densité à sept niveaux définie par l'Insee en 2022.
Elle est située hors unité urbaine. Par ailleurs la commune fait partie de l'aire d'attraction de Vierzon, dont elle est une commune de la couronne,. Cette aire, qui regroupe 20 communes, est catégorisée dans les aires de moins de 50 000 habitants,.

### Occupation des sols
L'occupation des sols est marquée par l'importance des espaces agricoles et naturels (96,8 %). La répartition détaillée ressortant de la base de données européenne d'occupation biophysique des sols Corine Land Cover millésimée 2012 est la suivante :
terres arables (11,6 %),
cultures permanentes (0,6 %),
zones agricoles hétérogènes (15,4 %),
prairies (3,5 %),
forêts (65,2 %),
milieux à végétation arbustive ou herbacée (0,7 %),
zones urbanisées (1 %),
espaces verts artificialisés non agricoles (0,5 %),
zones industrielles et commerciales et réseaux de communication (1,7 %),

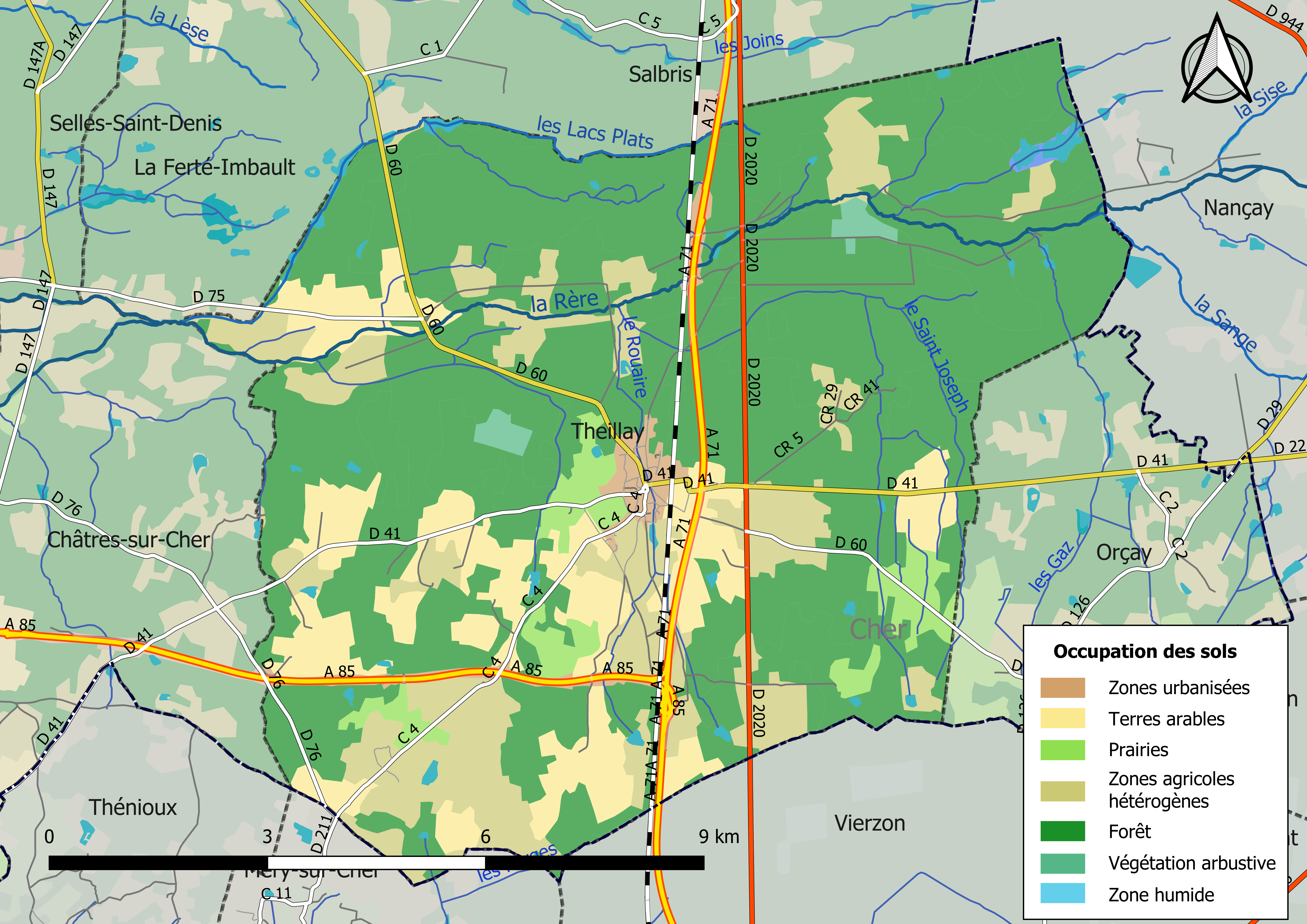
Carte des infrastructures et de l'occupation des sols de la commune en 2018 (CLC).

eaux continentales (0,5 %).

### Planification
La loi SRU du 13 décembre 2000 a incité fortement les communes à se regrouper au sein d'un établissement public, pour déterminer les partis d'aménagement de l'espace au sein d'un SCoT, un document essentiel d'orientation stratégique des politiques publiques à une grande échelle. La commune est dans le territoire du SCOT de Grande Sologne, prescrit en juillet 2015.
En matière de planification, la commune disposait en 2017 d'un plan local d'urbanisme en révision.

### Logement
En 2014, le nombre total de logements dans la commune était de 789 (dont 94,1 % de maisons et 3 % d'appartements).
Parmi ces logements, 79 % étaient des résidences principales, 14,5 % des résidences secondaires et 6,4 % des logements vacants.
La part des ménages propriétaires de leur résidence principale s'élevait à 72,2 % contre 23,9 % de locataires. La part de logements HLM loués vides (logements sociaux) était de 3,4 %.

### Habitat et logement
Le tableau ci-dessous présente la typologie des logements à Theillay en 2016 en comparaison avec celle du Loir-et-Cher et de la France entière. Une caractéristique marquante du parc de logements est ainsi une proportion de résidences secondaires et logements occasionnels (12,9 %) inférieure à celle du département (18 %) mais supérieure à celle de la France entière (9,6 %). Concernant le statut d'occupation de ces logements, 72,9 % des habitants de la commune sont propriétaires de leur logement (72,2 % en 2011), contre 68,1 % pour le Loir-et-Cher et 57,6 pour la France entière.
|                                                         | Theillay | Loir-et-Cher | France entière |
| ------------------------------------------------------- | -------- | ------------ | -------------- |
| Résidences principales (en %)                           | 77,0     | 74,5         | 82,3           |
| Résidences secondaires et logements occasionnels (en %) | 12,9     | 18           | 9,6            |
| Logements vacants (en %)                                | 10,1     | 7,5          | 8,1            |

### Risques majeurs
Le territoire communal de Theillay est vulnérable à différents aléas naturels :  climatiques (hiver exceptionnel ou canicule), feux de forêts, mouvements de terrains ou sismique (sismicité très faible).
Il est également exposé à un risque technologique : le transport de matières dangereuses,.

#### Risques naturels
Les mouvements de terrains susceptibles de se produire dans la commune sont liés au retrait-gonflement des argiles. Le phénomène de retrait-gonflement des argiles est la conséquence d'un changement d'humidité des sols argileux. Les argiles sont capables de fixer l'eau disponible mais aussi de la perdre en se rétractant en cas de sécheresse. Ce phénomène peut provoquer des dégâts très importants sur les constructions (fissures, déformations des ouvertures) pouvant rendre inhabitables certains locaux. La carte de zonage de cet aléa peut être consultée sur le site de l'observatoire national des risques naturels Georisques.

#### Risques technologiques
Le risque de transport de marchandises dangereuses dans la commune est lié à sa traversée par des infrastructures routières et ferroviaires importantes et la présence d'une canalisation de transport de gaz. Un accident se produisant sur de telles infrastructures est en effet susceptible d'avoir des effets graves au bâti ou aux personnes jusqu'à 350 m, selon la nature du matériau transporté. Des dispositions d'urbanisme peuvent être préconisées en conséquence.

## Toponymie
Son nom pourrait provenir d'une déformation du mot tilleul. Cette hypothèse est d'autant plus probable que la place de l'église de ce village est couverte de cet arbre. Une autre hypothèse serait qu'il vienne de teillage, signifiant le broyage du chanvre.

## Histoire
Un château-fort y a été construit, détruit depuis. Par la suite, la paroisse dépendait du diocèse de Bourges. L'église Saint-Sulpice date du XIIe siècle.

### Révolution française et Empire

#### Nouvelle organisation territoriale
Le décret de l'Assemblée nationale du 12 novembre 1789 décrète qu'« il y aura une municipalité dans chaque ville, bourg, paroisse ou communauté de campagne », mais ce n'est qu'avec le décret de la Convention nationale du 10 brumaire an II (31 octobre 1793) que la paroisse de Theillay devient formellement « commune de Theillay »,.
En 1790, dans le cadre de la création des départements, la municipalité est rattachée au canton de Salbris et au district de Romorantin. Les cantons sont supprimés, en tant que découpage administratif, par une loi du 26 juin 1793, et ne conservent qu'un rôle électoral, permettant l'élection des électeurs du second degré chargés de désigner les députés,. La Constitution du 5 fructidor an III, appliquée à partir de vendémiaire an IV (1795) supprime les districts, considérés comme des rouages administratifs liés à la Terreur, mais maintient les cantons qui acquièrent dès lors plus d'importance en retrouvant une fonction administrative. Enfin, sous le Consulat, un redécoupage territorial visant à réduire le nombre de justices de paix ramène le nombre de cantons en Loir-et-Cher de 33 à 24. Theillay est alors rattachée au canton de Salbris et à l'arrondissement de Blois par arrêté du 5 vendémiaire an X (26 septembre 1801),,. Cette organisation va rester inchangée pendant près de 150 ans.

## Politique et administration

### Découpage territorial
La commune de Theillay est membre de la communauté de communes du Grand Chambord, un établissement public de coopération intercommunale (EPCI) à fiscalité propre créé le 1er janvier 2002.
Elle est rattachée sur le plan administratif à l'arrondissement de Romorantin-Lanthenay, au département de Loir-et-Cher et à la région Centre-Val de Loire, en tant que circonscriptions administratives. Sur le plan électoral, elle est rattachée au canton de Selles-sur-Cher depuis 2015 pour l'élection des conseillers départementaux et à la deuxième circonscription de Loir-et-Cher pour les élections législatives.

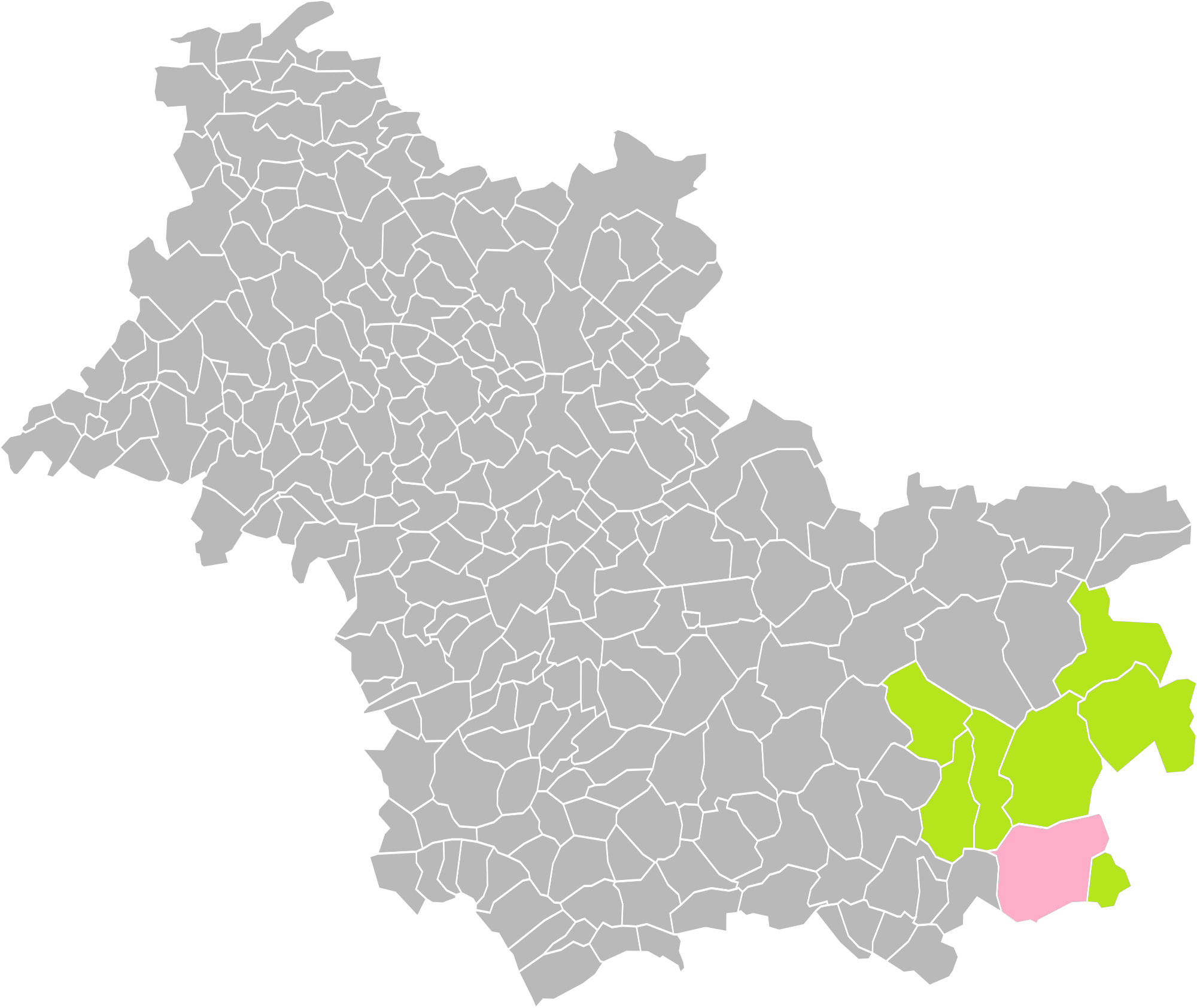
Theillay dans l'intercommunalité en 2016.
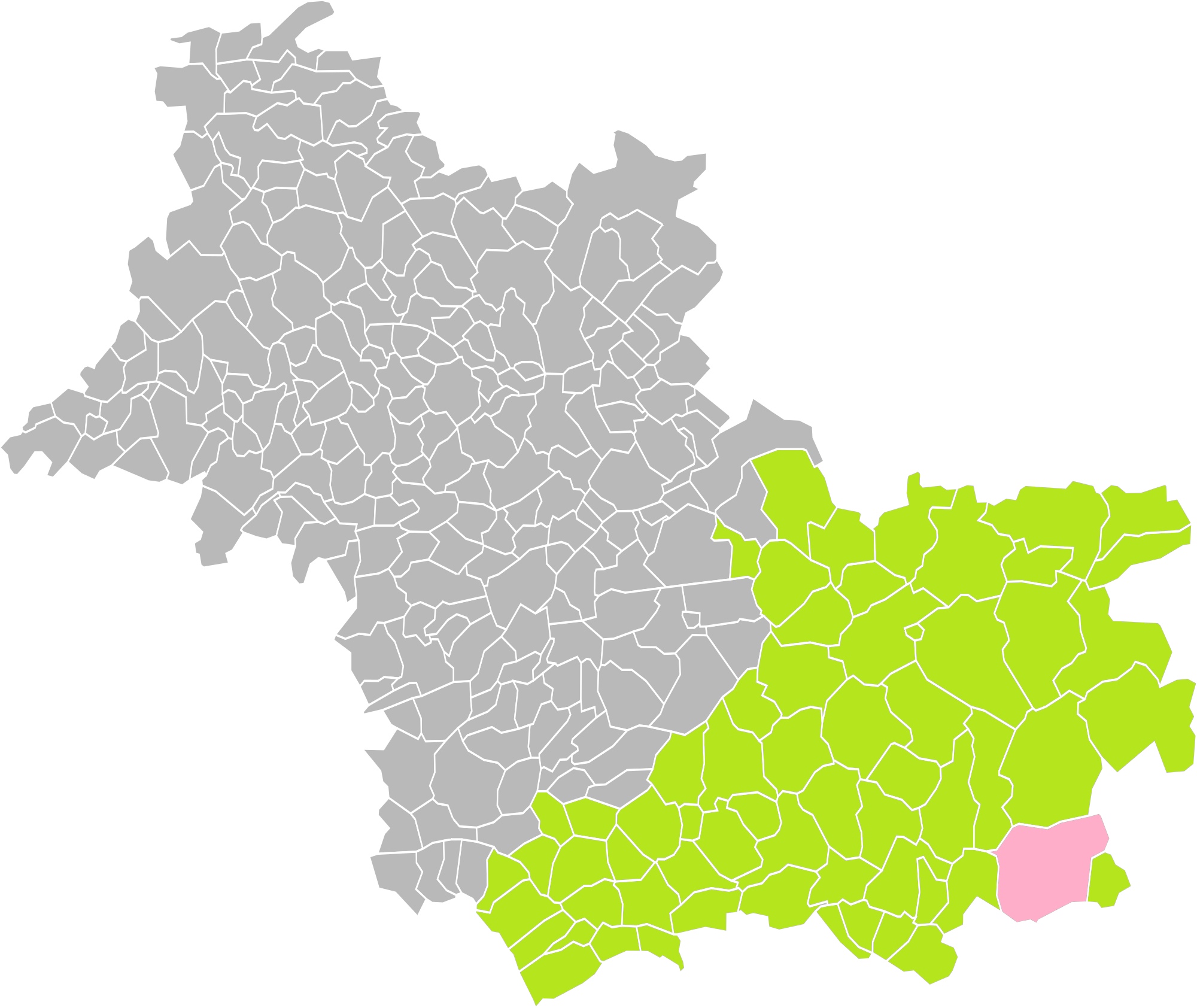
Theillay dans l'arrondissement de Romorantin-Lanthenay en 2016.
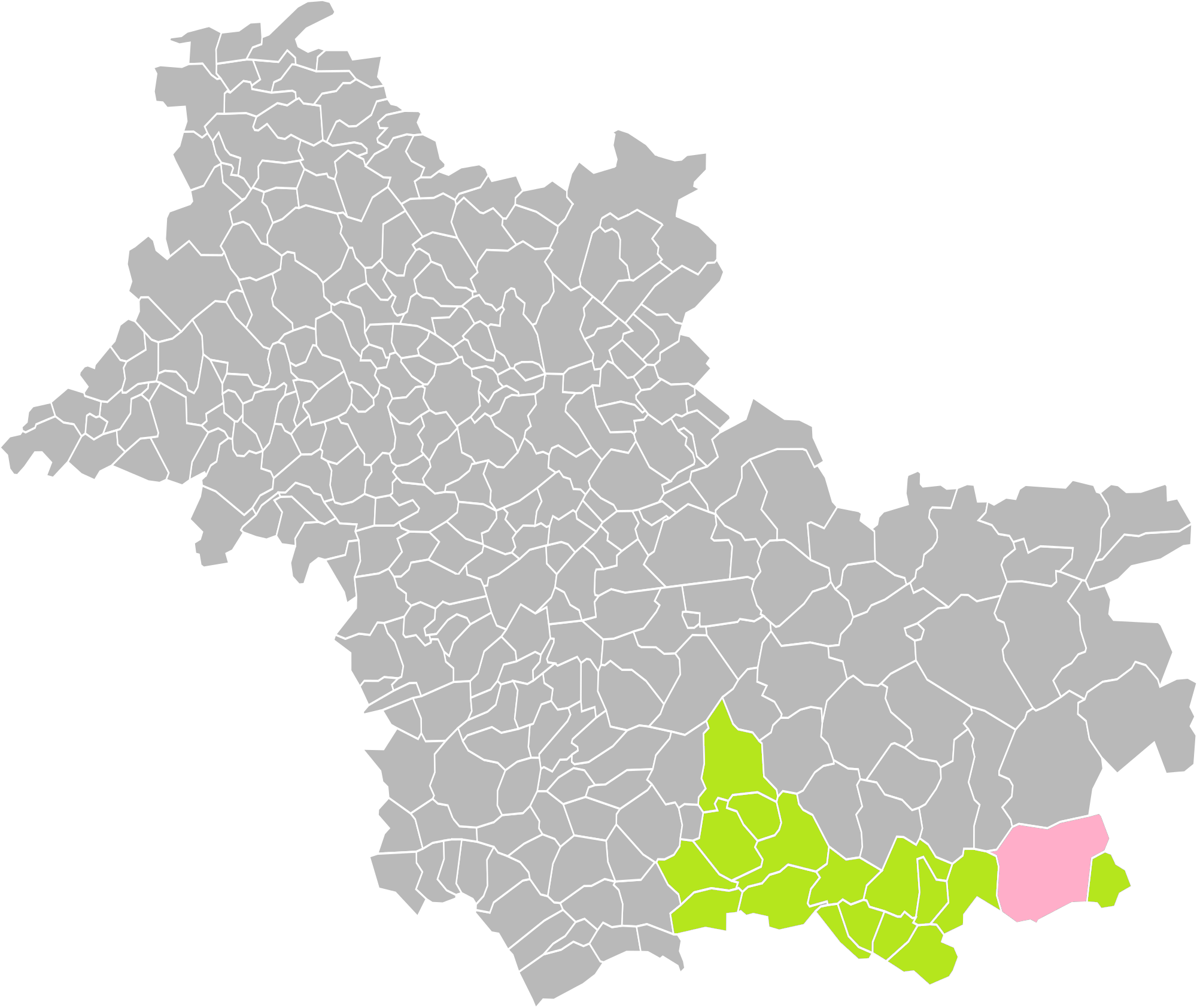
Theillay dans le canton de Selles-sur-Cher en 2016.

### Politique et administration municipale

#### Conseil municipal et maire
Le conseil municipal de Theillay, commune de plus de 1 000 habitants, est élu au scrutin proportionnel plurinominal avec prime majoritaire. Compte tenu de la population communale, le nombre de sièges au conseil municipal est de 15. Le maire, à la fois agent de l'État et exécutif de la commune en tant que collectivité territoriale, est élu par le conseil municipal au scrutin secret lors de la première réunion du conseil suivant les élections municipales, pour un mandat de six ans, c'est-à-dire pour la durée du mandat du conseil.
| Période                                  | Période  | Identité         | Étiquette | Qualité                                            |
| ---------------------------------------- | -------- | ---------------- | --------- | -------------------------------------------------- |
| 1977                                     | 1989     | Hélène Grataroli | SE        | Secrétaire de direction                            |
| 1989                                     | 1994     | Jean Dexmier     | SE        | Retraité                                           |
| 1994                                     | 1995     | Michel Dupuis    | SE        | Pharmacien                                         |
| 1995                                     | En cours | Gérard Chopin,   | SE        | Ancien cadre (69 ans en début de mandat 2020-2026) |
| Les données manquantes sont à compléter. |          |                  |           |                                                    |

### Jumelage
- Le village de Theillay est jumelé depuis 1998 avec Nether Stowey (Somerset, Angleterre)

## Équipements et services

### Eau et assainissement
L'organisation de la distribution de l'eau potable, de la collecte et du traitement des eaux usées et pluviales relève des communes. La compétence eau et assainissement des communes est un service public industriel et commercial (SPIC).

#### Alimentation en eau potable
Le service d'eau potable comporte trois grandes étapes : le captage, la potabilisation et la distribution d'une eau potable conforme aux normes de qualité fixées pour protéger la santé humaine. En 2019, la commune est membre du syndicat intercommunal d'adduction d'eau potable de La Vallee de La Rere qui assure le service en le délégant à une entreprise privée, Veolia dont le contrat arrive à échéance le 31 décembre 2024.

#### Assainissement des eaux usées
En 2019, la commune de Theillay gère le service d'assainissement collectif en régie directe, c'est-à-dire avec ses propres personnels, avec le statut de régie à autonomie financière.
Une station de traitement des eaux usées est en service au 1er janvier 2019 sur le territoire communal :
« Theillay 2 », un équipement utilisant la technique de l'aération par boues activées, avec prétraitement, dont la capacité est de 1 500 EH, mis en service le 1er janvier 2004.
L'assainissement non collectif (ANC) désigne les installations individuelles de traitement des eaux domestiques qui ne sont pas desservies par un réseau public de collecte des eaux usées et qui doivent en conséquence traiter elles-mêmes leurs eaux usées avant de les rejeter dans le milieu naturel. La communauté de communes La Sologne des rivières assure pour le compte de la commune le service public d'assainissement non collectif (SPANC), qui a pour mission de vérifier la bonne exécution des travaux de réalisation et de réhabilitation, ainsi que le bon fonctionnement et l'entretien des installations.

### Sécurité, justice et secours
La sécurité de la commune est assurée par la brigade de gendarmerie de Salbris qui dépend du groupement de gendarmerie départementale de Loir-et-Cher installé à Blois.
En matière de justice, Theillay relève du conseil de prud'hommes de Blois, de la Cour d'appel d'Orléans (juridiction de Blois), de la Cour d'assises de Loir-et-Cher, du tribunal administratif de Blois, du tribunal de commerce de Blois et du tribunal judiciaire de Blois.
Pour faire baisser la délinquance, le Maire Gérard Chopin a décidé d'installer des caméras de surveillance dans le village. En début d'année 2020, il est 'épinglé' par la presse (Charlie Hebdo, France Info) à la suite de leurs installations et de leurs couts onéreux.

## Population et société

### Démographie

#### Évolution démographique
L'évolution du nombre d'habitants est connue à travers les recensements de la population effectués dans la commune depuis 1793. Pour les communes de moins de 10 000 habitants, une enquête de recensement portant sur toute la population est réalisée tous les cinq ans, les populations de référence des années intermédiaires étant quant à elles estimées par interpolation ou extrapolation. Pour la commune, le premier recensement exhaustif entrant dans le cadre du nouveau dispositif a été réalisé en 2007.

En 2022, la commune comptait 1 252 habitants, en évolution de −2,49 % par rapport à 2016 (Loir-et-Cher : −1,15 %, France hors Mayotte : +2,11 %).
| 1793  | 1800  | 1806  | 1821  | 1831  | 1836  | 1841  | 1846  | 1851  |
| ----- | ----- | ----- | ----- | ----- | ----- | ----- | ----- | ----- |
| 1 227 | 1 066 | 1 201 | 1 381 | 1 374 | 1 480 | 1 374 | 1 483 | 1 403 |

| 1856  | 1861  | 1866  | 1872  | 1876  | 1881  | 1886  | 1891  | 1896  |
| ----- | ----- | ----- | ----- | ----- | ----- | ----- | ----- | ----- |
| 1 382 | 1 362 | 1 477 | 1 480 | 1 567 | 1 720 | 1 803 | 1 803 | 1 870 |

| 1901  | 1906  | 1911  | 1921  | 1926  | 1931  | 1936  | 1946  | 1954  |
| ----- | ----- | ----- | ----- | ----- | ----- | ----- | ----- | ----- |
| 1 850 | 1 833 | 1 832 | 1 572 | 1 507 | 1 440 | 1 324 | 1 330 | 1 221 |

| 1962  | 1968  | 1975  | 1982  | 1990  | 1999  | 2006  | 2007  | 2012  |
| ----- | ----- | ----- | ----- | ----- | ----- | ----- | ----- | ----- |
| 1 332 | 1 288 | 1 198 | 1 245 | 1 354 | 1 293 | 1 267 | 1 263 | 1 313 |

| 2017  | 2022  | - | - | - | - | - | - | - |
| ----- | ----- | - | - | - | - | - | - | - |
| 1 260 | 1 252 | - | - | - | - | - | - | - |

#### Pyramide des âges
La population de la commune est relativement âgée.
En 2018, le taux de personnes d'un âge inférieur à 30 ans s'élève à 28,0 %, soit en dessous de la moyenne départementale (31,3 %). À l'inverse, le taux de personnes d'âge supérieur à 60 ans est de 34,8 % la même année, alors qu'il est de 31,6 % au niveau départemental.
En 2018, la commune comptait 611 hommes pour 640 femmes, soit un taux de 51,16 % de femmes, légèrement inférieur au taux départemental (51,45 %).
Les pyramides des âges de la commune et du département s'établissent comme suit.
| Hommes | Classe d’âge | Femmes |
| ------ | ------------ | ------ |
| 0,8    | 90 ou +      | 2,5    |
| 6,1    | 75-89 ans    | 10,5   |
| 24,7   | 60-74 ans    | 24,9   |
| 21,0   | 45-59 ans    | 18,8   |
| 17,9   | 30-44 ans    | 16,6   |
| 13,6   | 15-29 ans    | 12,5   |
| 15,9   | 0-14 ans     | 14,1   |

| Hommes | Classe d’âge | Femmes |
| ------ | ------------ | ------ |
| 1,1    | 90 ou +      | 2,6    |
| 9,2    | 75-89 ans    | 11,9   |
| 19,7   | 60-74 ans    | 20,4   |
| 20,7   | 45-59 ans    | 20     |
| 16,5   | 30-44 ans    | 16,2   |
| 15,2   | 15-29 ans    | 13,2   |
| 17,6   | 0-14 ans     | 15,7   |

### Sports et loisirs
De nombreux clubs sportifs existent : Foot, Tennis, Course à Pied, Moto-Cross, Bi-Cross, Gymnastique, Yoga...
La commune a accueilli à 3 reprises (2008, 2011, 2014) les Championnats de France des 100 km de course à pied.

## Économie

### Secteurs d'activité
Le tableau ci-dessous détaille le nombre d'entreprises implantées à Theillay selon leur secteur d'activité et le nombre de leurs salariés :
|                                                              | total | % com (% dep) | 0 salarié | 1 à 9 salarié(s) | 10 à 19 salariés | 20 à 49 salariés | 50 salariés ou plus |
| ------------------------------------------------------------ | ----- | ------------- | --------- | ---------------- | ---------------- | ---------------- | ------------------- |
| Ensemble                                                     | 115   | 100,0 (100)   | 82        | 25               | 6                | 1                | 1                   |
| Agriculture, sylviculture et pêche                           | 14    | 12,2 (11,8)   | 11        | 3                | 0                | 0                | 0                   |
| Industrie                                                    | 14    | 12,2 (6,5)    | 8         | 4                | 0                | 1                | 1                   |
| Construction                                                 | 18    | 15,7 (10,3)   | 13        | 5                | 0                | 0                | 0                   |
| Commerce, transports, services divers                        | 60    | 52,2 (57,9)   | 46        | 10               | 4                | 0                | 0                   |
| dont commerce et réparation automobile                       | 20    | 17,4 (17,5)   | 14        | 3                | 3                | 0                | 0                   |
| Administration publique, enseignement, santé, action sociale | 9     | 7,8 (13,5)    | 4         | 3                | 2                | 0                | 0                   |
| Champ : ensemble des activités.                              |       |               |           |                  |                  |                  |                     |

Le secteur du commerce, transports et services divers est prépondérant dans la commune (60 entreprises sur 115) néanmoins le secteur agricole reste important puisqu'en proportions (12,2 %), il est plus important qu'au niveau départemental (11,8 %).
Sur les 115 entreprises implantées à Theillay en 2016, 82 ne font appel à aucun salarié, 25 comptent 1 à 9 salariés, 6 emploient entre 10 et 19 personnes.1 emploie entre 20 et 49 personnes.
Au 1er juillet 2017, la commune est classée en zone de revitalisation rurale (ZRR), un dispositif visant à aider le développement des territoires ruraux principalement à travers des mesures fiscales et sociales. Des mesures spécifiques en faveur du développement économique s'y appliquent également

### Agriculture
En 2010, l'orientation technico-économique de l'agriculture dans la commune est la culture de fleurs et horticulture diverse. Le département a perdu près d'un quart de ses exploitations en 10 ans, entre 2000 et 2010 (c'est le département de la région Centre-Val de Loire qui en compte le moins). Cette tendance se retrouve également au niveau de la commune où le nombre d'exploitations est passé de 43 en 1988 à 9 en 2000 puis à 8 en 2010. Parallèlement, la taille de ces exploitations augmente, passant de 37 ha en 1988 à 62 ha en 2010.
Le tableau ci-dessous présente les principales caractéristiques des exploitations agricoles de Theillay, observées sur une période de 22 ans :
|                                      | 1988                 | 2000                 | 2010                 |
| Dimension économique                 | Dimension économique | Dimension économique | Dimension économique |
| ------------------------------------ | -------------------- | -------------------- | -------------------- |
| Nombre d'exploitations (u)           | 43                   | 9                    | 8                    |
| Travail (UTA)                        | 82                   | 8                    | 23                   |
| Surface agricole utilisée (ha)       | 1 607                | 592                  | 495                  |
| Cultures                             |                      |                      |                      |
| Terres labourables (ha)              | 997                  | 217                  | 257                  |
| Céréales (ha)                        | 478                  | 89                   | 102                  |
| dont blé tendre (ha)                 | s                    | s                    | s                    |
| dont maïs-grain et maïs-semence (ha) | 153                  | s                    | s                    |
| Tournesol (ha)                       | 0                    |                      | s                    |
| Colza et navette (ha)                | 18                   |                      |                      |
| Élevage                              |                      |                      |                      |
| Cheptel (UGBTA)                      | 716                  | 303                  | 197                  |

.

#### Produits labellisés
Le territoire de la commune est intégré aux aires de productions de divers produits bénéficiant d'une indication géographique protégée (IGP) : le vin Val-de-loire, les volailles de l’Orléanais et les volailles du Berry,.

## Culture locale et patrimoine

### Lieux et monuments
- Monument aux morts[92] des deux guerres dans le square paysager au centre du village.
- Le château de Rère, dont les fondations datent du XIVe siècle, appartenant alors et depuis à la famille d'Orléans, reconstruit à partir de 1658 et restauré en 1898[93]. Il s'agit d'un château privé.
- Le château de la Frégeolière, maison de maître du XVIIe siècle et ses dépendances du XIXe siècle, proposant chambres et table d'hôtes juste en face de l'étang du même nom[94]. Il s'agit d'un château privé ne présentant aucun lien avec la famille de Renaud de la Frégeolière.
- Gare de Theillay. Un permis de démolir a été accordé à la SNCF le 8 novembre 2019. Le Conseil Municipal n'a pas donné suite pour son acquisition.

### Héraldique
|  | Les armoiries de Theillay se blasonnent ainsi : D'azur aux broyes d'argent posées en chevron renversé, à la bordure cousue de gueules chargée d'un trescheur d'or câblé de sable. * Ces armes emploient le terme « cousu » dans le seul but de contrevenir à la règle de contrariété des couleurs : elles sont fautives. Création : Atelier Français d'Edition et de Publicité (1994). |